# Encarsia pedana
Encarsia pedana is een vliesvleugelig insect uit de familie Aphelinidae. De wetenschappelijke naam is voor het eerst geldig gepubliceerd in 2007 door Schmidt & Polaszek.